# Jan Hána

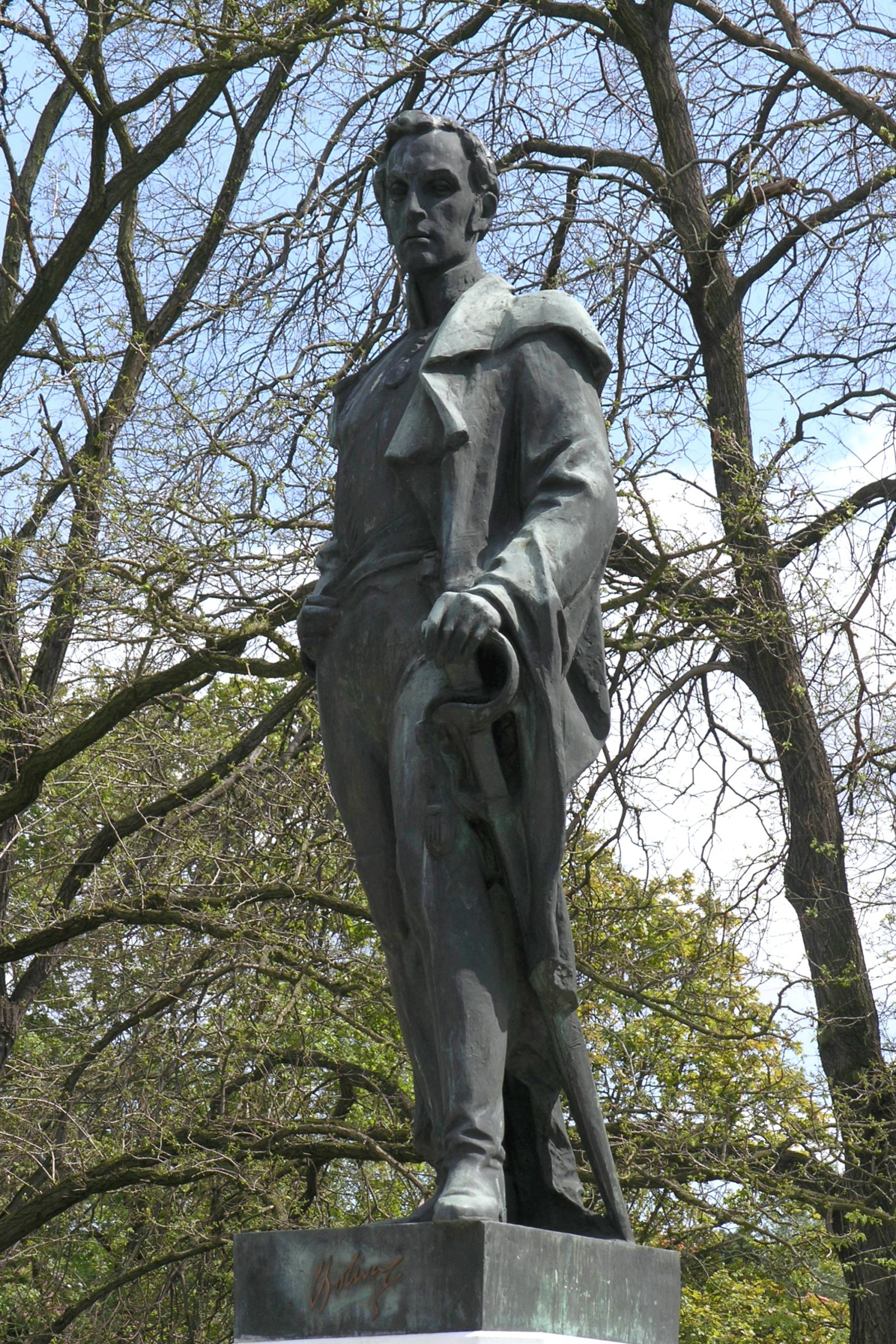
Statue Simón Bolívar (1983), Prag

Jan Hána (* 28. Oktober 1927 in Dobronice u Bechyně, Tschechoslowakei; † 20. September 1994 in Prag, Tschechien) war ein tschechoslowakischer Bildhauer.

## Leben und Werk
Jan Hána arbeitete in einer lokalen Keramikwerkstatt in Dobronice. Nach dem Zweiten Weltkrieg fing er eine staatliche Ausbildung zum Keramiker an der Státní keramická škola (Staatliche keramische Schule) in Prag an. Von 1945 bis 1951 studierte er bei Professor Karel Pokorný an der Kunstakademie Akademie der Bildenden Künste (AVU) in Prag und von 1947 bis 1948 bei Professor A. Antunac an der Kunstakademie Výtvarná akademie in Zagreb in Jugoslawien.
Hána wurde 1983 zum Professor an der Kunstakademie in Prag berufen.

## Werke (Auswahl)
- 1954: Kriegsmahnmal in Svidník (Slowakei) mit Jan Bartoš
- 1957: Tumba von Jana Rybářová, Vyšehrader Friedhof in Prag
- 1958: Seated Girl, Kampa-Park in Prag
- 1959: Melancholy, Lázně Darkov im Distrikt Okres Karviná
- 1961: Little Dancer, Kino 64 U Hradeb in Prag
- 1966: Seated Dancer, Marienbad (Mariánské Lázně)
- 1971: Clio, Gedenken an den Dichter Jiří Wolker
- 1975: Joy of Life, Park für den Frieden in Nagasaki, Japan
- 1981/83: A Song of my Country, Nationaltheater in Prag
- 1983: Standbild Simón Bolívar, Náměstí Interbrigády in Prag-Bubeneč
- 1985: Prime of Life (Spring), Einkaufszentrum Labe in Prag-Modřany
- 1986: Last Day of War, Monument in Prachatice